# Fuencaliente (Ciudad Real)
Fuencaliente ist eine spanische Gemeinde (Municipio) mit 1.001 Einwohnern (Stand: 2024) in der Provinz Ciudad Real in der autonomen Gemeinschaft Kastilien-La Mancha. Neben dem Hauptort Fuencaliente gehört die Ortschaft Ventillas zur Gemeinde.

## Geografie
Fuencaliente liegt etwa 75 Kilometer südsüdöstlich von Ciudad Real in einer Höhe von ca. 695 m.
Kalte Winter und heiße Sommer mit wenig Niederschlag sind charakteristisch für das mediterran-kontinentale Klima.

## Bevölkerungsentwicklung
| Jahr      | 1970 | 1981 | 1991 | 2001 | 2011 | 2021 |
| Einwohner | 2119 | 1431 | 1375 | 1293 | 1115 | 1016 |

## Kulturelles Erbe
- Felsmalereien in den Höhlen Peña Escrita und Cueva la Batanera.
- Archäologische Fundstellen Valderrepisa und La Cerreceda

## Gemeindepartnerschaft
Mit der spanischen Gemeinde Fuencaliente de La Palma in der Autonomen Gemeinschaft Kanarische Inseln besteht eine Partnerschaft.